# Miguelitos de La Roda
Miguelitos de La Roda, eller bara Miguelitos, är ett spanskt bakverk från byn La Roda i provinsen Albacete.
Miguelitos består av mjuk smördeg, fylld med en slags krämig vaniljsås, samt täckt med florsocker på utsidan. I La Mancha serveras de vanligen tillsammans med café con leche eller orujo. Feria de Albacete avslutas alltid med Miguelitos de La Roda och kaffe.

## Källor

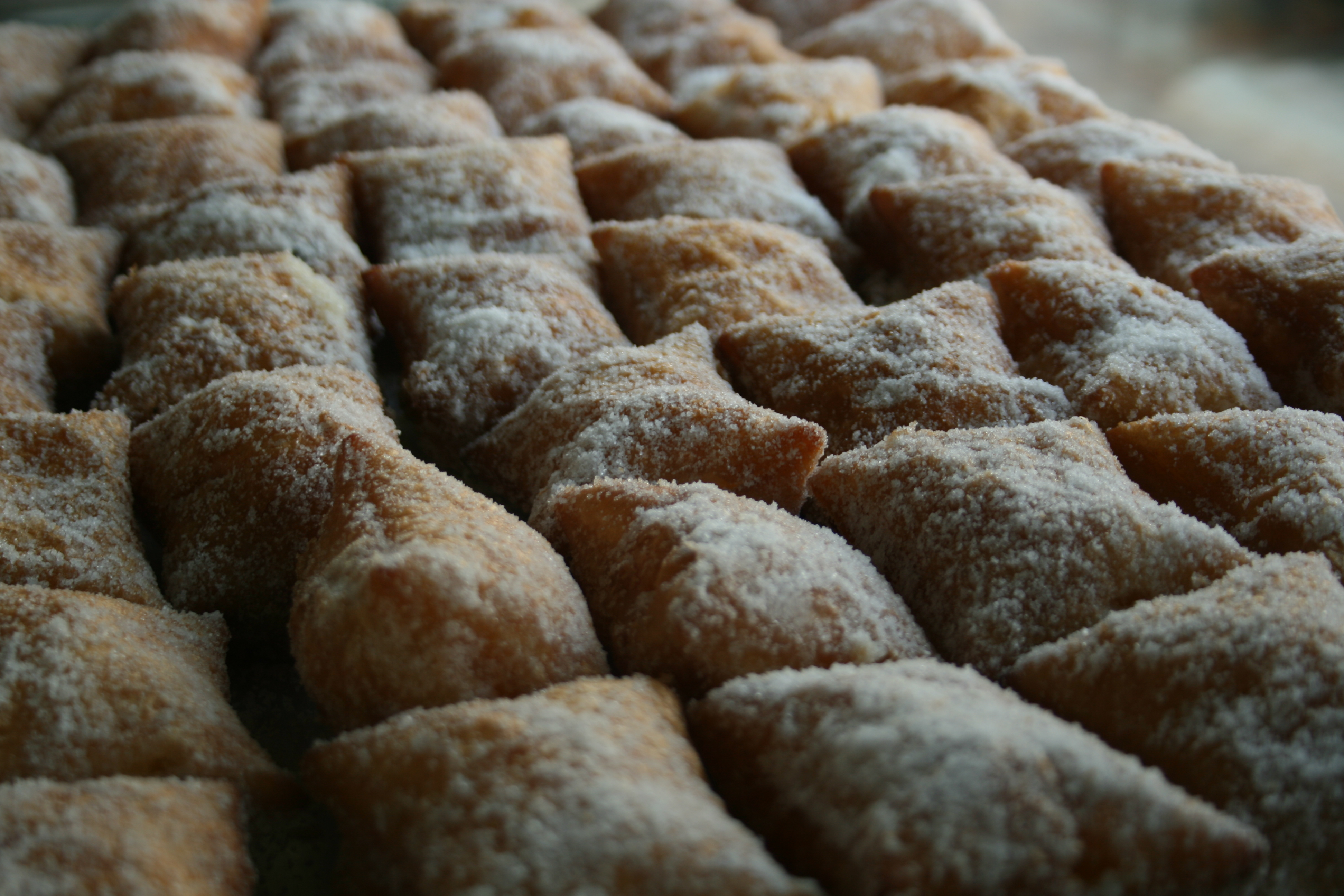
Miguelitos de La Roda.